# Вишнівчицький монастир
Монастир Покрови Пресвятої Богородиці (ЧСВВ) — монастир Української греко-католицької церкви в с. Вишнівчик Тернопільської области.

## Історія
Історія монастиря в селі Вишнівчик розпочалася у 1924 році, коли тут була заснована філія монастиря сестер ЧСВВ зі Словіти. У період 1924—1927 років у монастирі виховувалися 10 дівчаток, діяв сирітський притулок для 12 дітей та приватна школа. Діяльність філії була заборонена державною владою у 1946 році.
Відбудова монастиря розпочалася у 1994 році та тривала до 1999 року. Фінансову допомогу надали організації «Церква в потребі» і «Реновабіс», а також о. Богдан Кін (США) і Тернопільське дорожнє управління.
У 1999 році відбудований монастир освятив правлячий єпископ-ординарій Тернопільської єпархії владика Михаїл Сабрига.
З 1994 року сестри монастиря зосередилися на молитві, а також на катехизації дітей та молоді в навколишніх парафіях, зокрема в селах: Вишнівчик, Зарваниця, Сапова, Гайворонка, Котузів, Гниловоди.
Вони також працюють у Марійському духовному центрі «Зарваниця» та в парафіяльній церкві села Зарваниці. З 1994 по 2013 рік у монастирі проживали 12 сестер.

## Настоятельки
- с. Йосифа (Юзефа) Савка (1994—2007),
- с. Татіяна (Павлина) Жмуд (2007—2013),
- с. Інокентія (Наталія) Братців (з 2013).